# Рагип Яшари
Рагип Яшари (на албански: Ragip Jashari) e албански политик от Косово.

## Биография
Роден е в село Мали Алаш (на албански Халач и Вогъл), община Липян, Косово, в 1961 година. Яшари се бори за отделяне на Косово от Югославия и затова е преследван от югославските власти. В 1988 - 1989 година като председател на младежки съюз в Липлян Яшари се обявява против конституцията от 1974 година и подкрепя стачката на миньорите от Косовска Митровица. Стачката води до промени в управлението на Липлян, а Яшари е принуден да напусне страната и да търси политическо убежище в Германия. В Германия на два пъти е извършен опит за убийството му.
През март 1998 година Яшари се връща в Косово, където вече е започнала войната на Армията за освобождение на Косово срещу сръбските власти. На 19 април 1999 година Яшари е екзекутиран в родното си село, а къщата му, заедно с ръкописите му, включително романи, поезия и различни документи, е изгорена.